# Bocaiúva
Bocaiúva es una localidad brasileña en el estado de Minas Gerais.
Lleva el nombre de Quintino Bocaiúva
Aquí nacieron:
- Dina Mangabeira, poetisa y crítica literaria;
- José Maria Alkmin, ministro y vicepresidente de Brasil.